# هشجين
هشجين (بالفارسية: هشجین) هي مدينة تقع في محافظة أردبيل في إيران. يقدر عدد سكانها بـ 4,518 نسمة .